# Iwan Timofejewitsch Schljomin

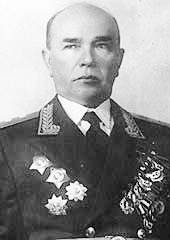
Iwan Schljomin

Iwan Timofejewitsch Schljomin (russisch Иван Тимофеевич Шлёмин; * 9. Märzjul. / 21. März 1898greg. in Trunowo, Gouvernement Twer, Russisches Kaiserreich; † 10. Januar 1969 in Moskau, Russische Sowjetrepublik, Sowjetunion) war ein sowjetisch-russischer Generalleutnant und Held der Sowjetunion.

## Leben
Iwan Timofejewitsch Schljomin wurde im Dorf Trunowo im Gouvernement Twer (heute im Kalininski rajon in der Oblast Twer) geboren. Im Februar 1917 wurde er in die Kaiserlich Russische Armee einberufen und nahm als Unteroffizier am Ersten Weltkrieg teil. Im September 1918 trat Schljomin als Freiwilliger in die Rote Armee ein und nahm als Zugführer am Russischen Bürgerkrieg teil. 1920 trat er in die WKP(B) ein, die spätere KPdSU.
Dank der „Säuberung“ der Roten Armee im Zuge des Großen Terrors 1937 und 1938 boten sich den davon nicht betroffenen Offizieren Karrierechancen. So wurde Generalmajor Schljomin im Juli 1940 Stabschef der 11. Armee, die in den ersten Wochen des Großen Vaterländischen Krieges 75 % ihrer Ausrüstung und 60 % ihrer Truppen verlor. Ab Mai 1942 war er Chef des Stabes der Nordwestfront, anschließend war er Chef des Stabes der 1. Gardearmee der Südwestfront. Von Januar bis April 1943 kommandierte er die 5. Panzerarmee an der Südwestfront. Am 19. März 1943 wurde er zum Generalleutnant befördert. Von April bis Mai 1943 kommandierte er die 12. Armee an der Südwestfront, vom 11. September 1943 bis zum 27. Mai 1944 die 6. Armee an der Südwestfront bzw. an der 3. Ukrainischen Front. Vom 27. Mai 1944 bis zum 16. Januar 1945 kommandierte er die 46. Armee an der 3. und 2. Ukrainischen Front. Die Streitkräfte unter seinem Befehl nahmen u. a. an der Schlacht von Stalingrad, an der Donezbecken-Operation, an der Beresnegowatoje-Snigirjower Operation, an der Operation Jassy-Kischinew, an der Debrecener Operation, an der Belgrader Operation, an der Dnepr-Karpaten-Operation und an der Schlacht um Budapest teil.
Für die geschickte Organisation der Truppen und dem dabei bewiesenen Mut erhielt Iwan Schljomin am 1. Juli 1945 den Titel des Helden der Sowjetunion verliehen.
Nach dem Krieg blieb er bei der Armee und wurde 1962 aus dem aktiven Dienst in den Ruhestand entlassen. Er war verheiratet mit Praskowja Wassiljewna Schljomina (1922–2002), mit der er eine Tochter, Olga Iwanowna Schljomina (1951–2013) hatte. Schljomin starb 1969 und wurde auf dem Nowodewitschi-Friedhof in Moskau beigesetzt.

## Auszeichnungen
Beförderungen
- 29. November 1935: Oberst
- 2. November 1937: KomBrig
- 2. April 1940: KomDiw
- 4. Juni 1940: Generalmajor
- 19. März 1943: Generalleutnant

- Held der Sowjetunion (1. Juli 1945)
- 3 × Leninorden (13. September 1944, 19. September 1944, 13. April 1945)
- 4 × Rotbannerorden (1920, 1942, 1944, 1949)
- 2 × Suworow-Orden I. Klasse (14. Februar 1943, 28. April 1945)
- Kutusoworden I. Klasse (25. Oktober 1943)
- Bogdan-Chmelnizki-Orden I. Klasse (19. März 1944)
- Jubiläumsmedaille „XX Jahre Rote Arbeiter-und-Bauern-Armee“
- Medaille „Sieg über Deutschland“
- Medaille „Für die Einnahme Budapests“
- Medaille „Für die Befreiung Belgrads“
- Medaille „30 Jahre Sowjetarmee und Flotte“
- Medaille „40 Jahre Streitkräfte der UdSSR“